# Blair Imani
Blair Imani (geboren als Blair Elizabeth Brown, 31 oktober 1993)  is een Amerikaanse schrijver, historicus, activist. Ze identificeert zich als queer, zwart, biseksueel en moslim. Ze is actief in de Black Lives Matter-beweging.

## Opleiding
Imani studeerde in 2015 af aan de Louisiana State University (LSU).
Imani richtte in 2014, tijdens haar tijd bij LSU, een organisatie op met de naam Equality for HER (Health Education Resources). Equality for HER is een non-profitorganisatie die middelen en een forum biedt voor vrouwen en non-binaire mensen. In 2016 werkte ze als persvoorlichter voor het Action Fund van Planned Parenthood. Ze was actief bij de 'Civic Action & Campaign' van DoSomething.org, een technologiebedrijf dat zich richt op jongeren en sociale verandering.
Imani is de auteur van Modern HERstory: Stories of Women and Nonbinary People Rewriting History, uitgegeven in 2018. Het boek is geïllustreerd door Monique Le en het gaat over 70 mensen die niet zo bekend zijn, maar wel belangrijk; mensen van kleur, queer en transgender mensen en mensen met een beperking die "op dit moment de wereld veranderen".

## Activisme en carrière
In september 2020 lanceerde Imani Smarter In Seconds, een reeks informatieve video's op Instagram Reels over onderwerpen als  discriminatie en milieubescherming.
Imani nam op 10 juli 2016 deel aan een protest naar aanleiding van het neerschieten van Alton Sterling, in Baton Rouge, Louisiana. Terwijl ze protesteerde, werden zij en haar partner Akeem Muhammad gearresteerd. In een interview met The Intercept beschreef Imani haar ervaring met de SWAT-agenten. Ze vertelde in het interview dat ze werd vertrapt en verbaal werd bedreigd. Ze werd gefotografeerd terwijl ze gillend werd weggevoerd door agenten van de speciale eenheid. Ze vertelde dat terwijl ze werd vastgehouden een officier had gezegd: "Laat het haar maar echt merken", en dat een andere officier haar hidjab afdeed.

## Geloof en achternaam
Nadat ze zich niet meer thuis voelde in christelijke kerken vond Imani een plek waar ze zich goed voelde en bekeerde zich in 2015 tot de islam. Ze verklaarde dat ze de Koran zou lezen, wat haar hielp om meer in contact te komen met God.
Ze veranderde haar achternaam in Imani en legde uit: "Imani betekent 'mijn geloof'; het is zowel een Swahili-woord als een Arabisch woord, en ik had het gevoel dat het mijn reis naar de islam samenvatte". Een jaar na haar bekering begon ze de hidjab te dragen, maar stopte er even mee na de presidentsverkiezingen van 2016 uit voorzorg voor haar eigen veiligheid.